# Temporada 2002-2003 del Florentia Viola

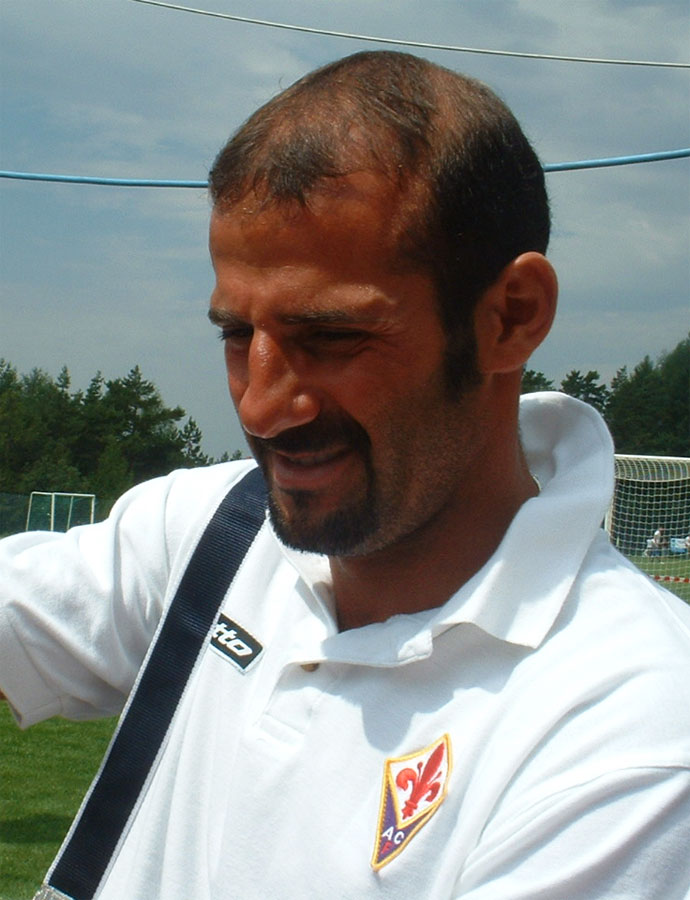
Giuseppe Pancaro después de un entrenamiento firmando autógrafos en 2004.

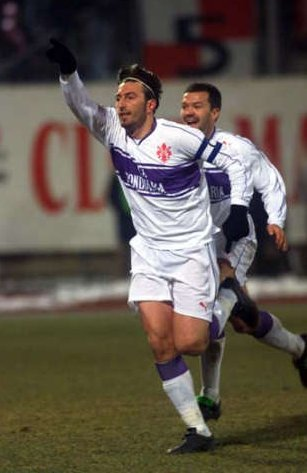
Christian Riganò celebrando un gol con entonces la camiseta titular de la temporada.

Florentia Viola fue el equipo fundado a partir de la bancarrota del A.C. Fiorentina, luego renombrado A.C.F. Fiorentina (Por temas legales y de licencia). 
La temporada 2001-2002 fue el año de más cambios para el A.C. Fiorentina ya que sufrió una terrible crisis financiera que le hizo acumular una deuda de hasta 50 millones de euros, debida a la mala situación financiera de la familia Cecchi Gori, propietaria del club. Las consecuencias de esta crisis fueron que el equipo cayó en quiebra, le obligó a vender a sus futbolistas más renombrados (Toldo, Batistuta, Rui Costa) para mantener al club (cosa que fue imposible) y fue descendido a la Serie B. Por si esto fuera poco el 1 de agosto de 2002 la FIGC decide excluir de la Serie B al A.C. Fiorentina, la cual además, deja de existir debido al bancarrota económica. Pero gracias a una maniobra del entonces alcalde de Florencia Leonardo Domenici y de su consejero de deporte Eugenio Giani, fundó en el mismo mes la Fiorentina 1926 Florentia, ya que Florencia no se quedaba sin fútbol. Con el nuevo presidente, Diego Della Valle el nombre se cambia de nuevo, llamándose por entonces Florentia Viola, inscribiéndose en la Serie C2 para la temporada 2002/2003. En esta oscura época para el club, hubo jugadores implicados en el espíritu de la ciudad y del equipo para sacarlo adelante como Di Livio, que junto al delantero Riganò como abanderados, consiguieron ascender hasta la Serie C1. Al término de esta temporada el presidente adquiere el antiguo escudo del equipo y cambia otra vez el nombre, pasando a llamarse el club A.C.F. Fiorentina, refundando definitivamente al equipo, gracias a la presión de los aficionados que consiguieron que una decisión judicial mantuviera el palmarés de la antigua Fiorentina. Se tuvo que añadir la "F" por problemas legales. Pese a que debería ir a la Serie C1, la Fiorentina pasó directamente a la Serie B de nuevo, por mérito deportivo y a causa del extraño Caso Catania y otra serie de irregularidades que, produjo que esta categoría subiera de los 20 equipos a los 24. La polémica vino de nuevo ya que hubo una denuncia que decía que la Fiorentina no tenía el capital suficiente y necesario para ser equipo de la Serie B. Sin embargo después de varias negociaciones el club fue admitido y el capital fue saneado. Caso parecido fue el de la A.S. Roma y la S.S. Lazio, que a causa de la bancarrota de la sociedad Parmalat S.p.A. estuvieron a punto de ser relegados a la Serie B, aunque finalmente se resolvió el problema.

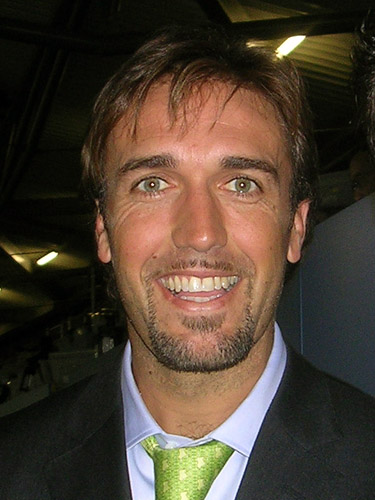
Batistuta fue uno de los jugadores que debió ser vendido para que se evitara la bancarrota, acompañado con Costa y Toldo (Jugó en la Fiorentina desde 1991 al 2000).

La temporada 2003/2004 se afrontaba con una plantilla compuesta en su mayoría de jugadores de la Serie C1. La temporada empezó mal, pero con la llegada del entrenador Emiliano Mondonico, la Fiorentina empezó a encarrilar una buena racha de triunfos que la dejó en la sexta posición al final del año, lo que le permitió jugar una promoción de ascenso contra el A.C. Perugia (15º en Serie A). Se disputaron dos partidos con un resultado global de 2-1 a favor del conjunto florentino, con goles de Enrico Fantini.
El retorno a la Serie A para la temporada 2004/2005 fue muy celebrado y el club fichó jugadores de la categoría de la máxima competición italiana como Fabrizio Miccoli, Christian Obodo, Martin Jørgensen, Enzo Maresca, Tomáš Ujfaluši, Giampaolo Pazzini, Valeri Bojinov, Cristiano Lupatelli y el español Javier Portillo. Además había jugadores que se habían ganado el puesto desde la Serie C2. En su primera temporada en la Serie A, el equipo tuvo muchos altibajos, llegando incluso a despedir al antiguo técnico: Emiliano Mondonico y contratando al mítico Dino Zoff, el cual dirigió al equipo salvando del descenso a la Fiorentina en la última jornada al ganarle por 3-0 a Brescia.

Luca Toni del Viola
En 2005 el equipo fue notablemente reforzado gracias a la gestión de fichajes realizada por el nuevo director deportivo, Pantaleo Corvino y el nuevo técnico, Claudio Cesare Prandelli. Las cesiones de Miccoli, Chiellini, Enzo Maresca y Christian Obodo, más los fichajes de gran categoría como Pancaro, Toni, Fiore, Frey, Pazienza, Montolivo, Brocchi, Marco Di Loreto y Pasqual, dieron a la Fiorentina buenas expectativas para la nueva temporada. Las buenas sensaciones se produjeron, siendo la revelación de la temporada 2005/2006, gracias a la aportación del gran promedio de goles de Luca Toni, con 31 goles y quedando al final de temporada en cuarta posición que daba plaza para la UEFA Champions League. Luca Toni además consiguió la Bota de Oro, la única del club. Sin embargo el 14 de julio de 2006 la Fiorentina fue descendida a la Serie B al verse involucrada en el Calciopoli (junto con Juventus, S.S. Lazio y A.C. Milan) y fue penada con 12 puntos menos para la siguiente temporada. Pese a ello se llegó a un acuerdo para que la Fiorentina se quedara en la Serie A pero con 19 puntos menos y perdió su plaza de la UEFA Champions League, en beneficio del A.C. ChievoVerona. La Juventus descendió definitivamente, la Lazio se quedó, pero con penalización de puntos (-11), al igual que el Milan (-8).

## Plantilla 2002/2003

### Arqueros
- Andrea Ivan
- Francesco Scotti
- Francesco Palmieri

### Defensores
- Ekye Bismark
- Roberto Ripa
- Alessandro Radi
- Carlo Cherubini
- Martino Traversa
- Giuseppe Baronchelli
- Michelangelo Minieri
- Daniel Niccolini
- Marco Mugnaini
- Luigi Panarelli
- Manuele Guzzo

### Mediocampistas
- Angelo Di Livio
- Claudio Bonomi
- Attilio Nicodemo
- Marco Andreotti
- Emanuele Matzuzzi
- Karsten Hutwelker
- Marco Biagianti
- Massimiliano Scaglia
- Luca Ariatti
- Matthieu Bochu
- Riccardo Maspero
- Raffaele Longo
- Alessandro Diamanti

### Delanteros
- Fabio Quagliarella
- Christian Riganò
- Björn Runström
- Felice Evacuo
- Massimo Cicconi
- Cristiano Masitto
- Alessandro Turchetta

- Datos: Q3746708